# Francisco García Escalero
Francisco García Escalero (Zamora, 24 de mayo de 1954 - Alicante, 19 de agosto de 2014), conocido como "el matamendigos" o el "asesino de mendigos", fue un asesino en serie, que practicaba la necrofilia y el canibalismo. En 1996, la Audiencia Provincial de Madrid declaró probados los asesinatos de 11 personas, si bien le fue aplicada la eximente de responsabilidad penal por enajenación mental, al concurrir en él, según los psiquiatras forenses, esquizofrenia, alcoholismo, necrofilia, etc. Por esta razón resultó absuelto de sus delitos pero fue internado en el psiquiátrico penitenciario de Alicante.

## Biografía
Nació en Zamora el 24 de mayo de 1954. Criado en una zona de chabolas a 200 metros del Cementerio de la Almudena, demostró ser un niño reservado y solitario, al que le gustaba pasearse por los nichos de noche. También es característica de su personalidad su poca formación (apenas fue a la escuela) y su precaria salud. De hecho, en seguida se notaron sus impulsos suicidas porque se lanzaba a los coches. Este comportamiento irritaba a su padre, quien a menudo le correspondía con brutales palizas.

### Sus primeros delitos y encarcelamiento
En 1970, García Escalero ingresa en el psiquiátrico. En ese ambiente empieza a cometer los primeros delitos (pequeños hurtos) a la vez que exploraba casas abandonadas y espiaba a mujeres y parejas por la ventana mientras se masturbaba. Tres años después, sería ingresado en un reformatorio por robar una motocicleta y, al salir de allí, comete su primer delito de importancia: junto a unos amigos atraca a una pareja en las inmediaciones del cementerio de la Almudena. Violan a la joven en presencia de su novio, por lo que fue condenado a 12 años de cárcel. Durante esa temporada en la prisión se cubre el cuerpo con tatuajes, algunos con frases tan significativas como: "Naciste para sufrir".

### La salida de la prisión y sus crímenes atroces
Al salir de la reclusión, se aficiona a la bebida y a la toma de pastillas, por lo que a veces muestra un comportamiento agresivo y muy violento. En el aspecto psiquiátrico, empieza a sufrir alucinaciones auditivas, una serie de voces que le piden que cometa nuevos crímenes y que profane cementerios. Estas alucinaciones provocaron la personalidad asesina de García Escalero. Su primera víctima es Paula Martínez, una prostituta toxicómana con la que contacta en la calle Capitán Haya, de Madrid. En agosto de 1987, Paula aparece en las afueras de Madrid decapitada y carbonizada.
A partir de aquí subiría la brutalidad de los crímenes y sus actitudes asesinas son cada vez más atroces. García cose los cuerpos a cuchilladas por la espalda, les machaca el cráneo con piedras o los decapita sin más, a algunos incluso les saca las vísceras o el corazón con una navaja (a veces incluso probando un bocado de estas partes mutiladas). Posteriormente, para borrar el rastro, quemaba lo que quedaba de los cadáveres y les cortaba las yemas de los dedos.
Algunas veces, tras asesinar, practicaba actos de necrofilia con sus víctimas. Otras, para profanar las tumbas, saltaba las tapias de la Almudena, rompía algún nicho, sacaba un cuerpo de la fosa y abusaba sexualmente de él. 
Los asesinatos de García se seguirían sucediendo. En marzo de 1989, un mendigo llamado Ángel aparece semidecapitado y con las yemas de los dedos amputadas. Dos meses después, en mayo, un indigente de 65 años de nombre Julio, aparece con el cuerpo cosido a puñaladas, el pene amputado y su cuerpo carbonizado. Sus siguientes cinco víctimas aparecen también mutiladas, quemadas y decapitadas.
La investigación criminal no encuentra solución a este macabro rompecabezas hasta que pasados siete años desde el primer crimen, la policía se pone en la pista cuando Francisco y su amigo y compañero de correrías Víctor Luis Criado se fugan juntos del hospital psiquiátrico Alonso Vega de Madrid. Juntos se dedican a beber. Cuarenta y ocho horas más tarde, Víctor aparece muerto con el cráneo hundido, quemado entre papeles y mantas en la tapia de la iglesia de los Sagrados Corazones. Después de otros cinco años cometiendo nuevos asesinatos, un día las voces que oye en su delirio le incitan a suicidarse. Aunque se arroja contra un coche, sólo se fractura una pierna. Una vez en el hospital, confiesa sus crímenes a las enfermeras y les suplica que le detengan para evitar que siga matando.

### La detención y confesión
Escalero es detenido por la policía, y confiesa: "Compré bastante vino, y él también bebió. Recuerdo que le di con una piedra en la cabeza y... luego lo quemé..." En abril de 1994, en Madrid, saltó a los medios de comunicación la noticia de que un mendigo de 39 años, Francisco García Escalero, mató a sangre fría a 11 personas. Fue la primera confesión, a partir de ella Francisco García Escalero relató a la policía uno por uno, catorce asesinatos. No ahorró detalles, incluyendo la satisfacción que experimentaba cuando mantenía relaciones sexuales con los cuerpos sin vida de las víctimas, o lo que le costaba matarlos. 

"Lo maté. Estuvimos bebiendo en el parque al lado del cementerio y tomando pastillas.
Me las pedía el cuerpo para poder hablar mejor. Luego le dije dónde íbamos a dormir y en el cementerio sentí las fuerzas, me daba impulsos, cogí una piedra y le di en la cabeza, le quemé con periódicos y luego me fui a dormir al coche y al día siguiente al hospital. Ahora me siento con la mente en blanco, como si estuviera muerto".
Diario El Mundo, 10 de junio de 1994

Fue juzgado en febrero de 1995. El informe de todos los forenses coincidió en que su peligrosidad continuaba, pero no era responsable de sus actos, el mendigo asesino fue absuelto por enajenación mental, producto de su alcoholismo crónico y su esquizofrenia. Pasó a la prisión de Fontcalent donde los trabajadores siempre dijeron que tenía un trato amable y nunca volvió a mostrarse violento.

### Muerte
Francisco García Escalero muere en la prisión de Fontcalent tras ir a un reservado de la sala común de la prisión con una ciruela, postre de la cena. Tras la autopsia no se pudo saber si fue un paro cardíaco o un atragantamiento.